# Pischelsdorf am Engelbach
Pischelsdorf am Engelbach est une commune autrichienne du district de Braunau am Inn en Haute-Autriche.